# Ралли-рейд
Ралли-рейд — вид моторных гонок на длинные дистанции по пересечённой местности, проходящий в течение нескольких дней. Участники гонки обычно преодолевают за день 400—900 километров. Временна́я протяжённость обычно составляет от трёх до тридцати дней Наибольшим зрительским интересом обладает Ралли Дакар. В ралли-рейдах на автомобилях кроме пилота участие в гонке принимает штурман (а в грузовых экипажах — ещё и механик), отвечающие за навигацию. Для этой цели используются дорожная книга и GPS-навигатор.
С 2022 года ФИА начала проводить чемпионат мира по ралли-рейдам, дебютным этапом которого стало Ралли «Дакар-2022».

## Классы транспортных средств
Участники ралли-рейда классифицируются в разных зачётах в зависимости от типа транспортного средства. Тремя главными классами являются мотоциклетный, а также два автомобильных: легковой (внедорожники) и грузовой. Каждый из классов делится на группы.
Мотоциклетный класс делится на 3 группы. 1-я группа Продакшн (Марафон) включает мотоциклы, мало отличающиеся от серийных; делится на подгруппы с двигателем до и более 450 кубических сантиметров. Серьёзно улучшенные для ралли мотоциклы относятся к группе Суперпродакшн; она также делится на подгруппы с двигателем до и более 450 кубических сантиметров. В 3-ю группу входят квадроциклы, граница подгрупп установлена на 500 кубических сантиметрах.
Класс внедорожников также делится на 3 группы, все они должны весить менее 3,5 тонн. В Т-2 входят легковые автомобили с малым отличием от серийных моделей. Внедорожники Т-1 являются серьёзно улучшенными серийными автомобилями или прототипами свободной конструкции с колесными формулами 4х4 или 4х2. Багги входят в класс Т3. 
Автомобили весом более 3,5 тонн делятся на категории Т-4 и Т-5. Последняя включает грузовики, путешествующие от бивуака до бивуака для поддержки соревнующихся транспортных средств. Непосредственными участниками соревнований являются машины категории Т-4, они должны быть омологированы. Этот класс делится на Т-4,1 и Т-4,2: автомобили первого класса должны быть минимальноно усовершенствованными серийными моделями, грузовики второго класса усовершенствованы значительно.